# Музеј Националног парка Козара
Музеј Националног парка Козара је део меморијалног комплекса у Мраковици, у Националном парку Козара који, поред Музеја, обухвата Споменик и Меморијални зид. Музеј је пројектовао вајар Душан Џамоња.

## Положај и инфраструктура
Музеј се налази на Мраковици која је језгро културних и историјских садржаја Националног парка „Козара”. Меморијални споменички комплекс у Националном парку Козара у Републици Српској, налази се у живописном пределу очуване природе у Босни и Херцеговини, са врхом Козаре у њеном средишњем делу, на висини од 804 метара.
Инфраструктуру меморијалног комплекса чини: меморијални споменик, музеј и меморијални зида на коме су угравирана имена погинулих бораца у НОБ-у. Аутор меморијални споменичког комплекса на Мраковици, је вајар Душан Џамоња.

## Историјат
Музеј у СФРЈугославији
Музеј је свечано отворен 1973. године изложбом „Козара у Народноослободилачкој борби“, у оквиру које су изложене аутентичне, фотографије, писани и штампани документи и архивски артефакти из периода четворогодишња борба народа Козаре у Другом светском рату. Музеј на Козари, уз експонате, располаже и изворном документацијом (оригинална преписка, како партизанске, тако и непријатељске, карте са планом напада на Приједор итд), која на аутентичаун начин приказује ратна дешавања на овом простору у Другом светском рату. Музеј поседује и збирку оружја из тог периода. У склопу Музеја налази се пројекциона сала у којој су приказивани документарни филмови.
Стална музејска поставка „Козара у Другом свјетском рату“ била је у функцији све до 1992. године, када је у току рата на простору бивше Југославије девастирана.
Музеј у Републиици Српској
Посе рата простору бивше Југославије значајно девастирана стална поставка замењена је поставком привременог карактера, која је замењена новом сталном поставком у оквиру пројекта „„Ревитализација сталне музејске поставке Козара у Другом светском рату”. Ова поставка је реновирана и урађена са намером да буде нека врста реплике оригиналној поставци из времена када је музеј отворен. Она је посвећена Офанзиви на Козари и хронолошки је конципирана, тако да је на сваком од изложбених паноа представљен један део тих догађаја. У поставци су приказане офанзивне акције партизана, личност доктора Младена Стојановића, као и оснивање партизанске авијације. Изложбене целине о Доктору Младену Стојановићу, као и партизанске јединице, које су током ратних година пружале жесток отпор непријатељу, заузимају посебно место у Музеју на Козари.
Сваке године у Музеју се одржавају „Меморијални сусрети” који су окупљали запослене из меморијалних центара који негују тековине НОБ-а. Бурна историјска дешавања 90-тих година 20. века утицала су на све веће интересовање грађана за догађаје из Другог свјетског рата, што се одражава и на све већу посећеност Музеја на Козари из године у годину.
У Музеју се налази и Орден народног хероја којим је председник СФРЈ Јосип Броз Тито 10. септембра 1972. године одликовао Други крајишки партизански одред.

## Издавачка делатност
До 90-тих година 20 века, Музеј се бавио издавачком делатношћу, у овиру које је објавио преко 40 различитих наслова са тематиком везаном за Други свјетски рат. Од 1990.их година па надаље Музеј се није бавио издавачком делатношћу.